# Petra Barche
Petra Barche (* 31. Mai 1968 in Hamburg) ist eine deutsche Juristin. Sie ist seit Oktober 2023 Richterin am Bundesfinanzhof.

## Leben und Wirken
Barche war nach Abschluss ihrer juristischen Ausbildung zunächst in einer Wirtschaftsprüfungsgesellschaft beschäftigt. 1996 trat sie in den höheren Dienst der hamburgischen Steuerverwaltung ein und war als Sachgebietsleiterin bei verschiedenen Hamburger Regionalfinanzämtern tätig. Im März 2003 wechselte sie an das Finanzgericht Hamburg. In den Jahren 2019 und 2020 erfolgte eine Abordnung Barches an das Landgericht Hamburg. Barche war sowohl als Güterichterin am Finanzgericht als auch am Landgericht tätig.
Mit der Ernennung zur Richterin am Bundesfinanzhof am 1. Oktober 2023 wies das Präsidium Barche dem in erster Linie mit Verfahren aus dem Bereich der Umsatzsteuer befassten V. Senat zu.